# Niviventer cremoriventer
Niviventer cremoriventer är en däggdjursart som först beskrevs av Miller 1900.  Niviventer cremoriventer ingår i släktet Niviventer och familjen råttdjur. Inga underarter finns listade i Catalogue of Life. Arten är nära släkt med Niviventer langbianis.

## Utseende
Arten blir 130 till 165 mm lång (huvud och bål) och har en 150 till 200 mm lång svans. Bakfötterna är 20 till 29 mm långa och öronen är 15 till 21 mm stora. Pälsen på ovansidan har en rödbrun till orangebrun färg. Den är oftast mörkare vid stjärten och dessutom kan det finnas några vita fläckar. I den mjuka pälsen är några styva hår inblandade. Dessutom är flera långa svarta hår fördelade i ovansidans päls. På undersidan förekommer ljusgul till vit päls. Artens långa svans har en tofs vid slutet och den kan användas som gripverktyg. Vikten är 53 till 100 g.

## Utbredning och ekologi
Denna gnagare förekommer i Sydostasien på Malackahalvön, Borneo, Sumatra, Java och på flera mindre öar i regionen. Den lever i låglandet och i bergstrakter upp till 1530 meter över havet. Habitatet utgörs främst av ursprungliga skogar men arten kan anpassa sig till förändrade skogar. Individerna går på marken och klättrar i växtligheten, även i trädens kronor.
Niviventer cremoriventer äter frön och frukter som troligen kompletteras med några smådjur. Den jagas av leopardkatten och av ormen Calloselasma rhodostoma.

## Hot
Intensivt skogsbruk och skogens omvandling till jordbruksmark påverkar beståndet. Hela populationens storlek är okänd. Niviventer cremoriventer har ett stort utbredningsområde och den hittas i flera skyddszoner. IUCN kategoriserar arten globalt som livskraftig.